# Åtvidaberg
Pour la commune, voir Åtvidaberg (commune).
Åtvidaberg est une localité de Suède dans la commune d'Åtvidaberg, dont elle est le chef-lieu, située dans le comté d'Östergötland.
Sa population était de 6 981 habitants en 2019.